# Amadou Jawo
Amadou Jawo (Banjul, 26 settembre 1984) è un calciatore e allenatore di calcio svedese di origine gambiana, attaccante e assistente allenatore del Brottby SK.

## Biografia
Ha un fratello maggiore, Omar, che ha giocato anch'esso in Allsvenskan, mentre i fratelli Momodou ed Ebrima "Mabou" hanno raggiunto al massimo le serie minori svedesi. È arrivato in Svezia dal Gambia con la sua famiglia, sistematasi presso la frazione di Täby kyrkby quando Amadou aveva 5 anni di età.

## Carriera
Ha fatto parte delle giovanili dell'IK Frej e della prima squadra del Vallentuna insieme al fratello Omar Jawo.
Nel 2007 ha svolto un provino con il Djurgården, giocando due partite senza riuscire a firmare un contratto. Uno di questi due incontri non ufficiali si è disputato contro il Gefle del tecnico Per Olsson, che scelse così di farlo esordire in Allsvenskan per rimpiazzare il ceduto Johan Oremo. Un anno e mezzo più tardi il suo cartellino è stato venduto all'Elfsborg in una delle cessioni più redditizie per il club.
Durante la sua permanenza all'Elfsborg, Jawo ha vinto lo scudetto 2012 ma, complici alcune esclusioni dalla formazione titolare, nel marzo 2013 ha accettato il prestito al Djurgården per l'intero campionato, rivelandosi il miglior marcatore della squadra con 12 gol nonostante la concorrenza di Erton Fejzullahu e di Aleksandar Prijović (il quale era arrivato però a metà stagione). Terminato il prestito, nel gennaio 2014 è comunque tornato al Djurgården ma a titolo definitivo, firmando un quinquennale.
In vista della stagione 2018, complice lo scarso spazio a disposizione (una sola presenza nell'arco dell'intera Allsvenskan 2017), è sceso nel campionato di Superettan con il prestito al Frej, squadra in cui è cresciuto. A fine stagione il suo contratto non è stato prolungato dal Djurgården, ed è rimasto quindi svincolato.
Nell'aprile 2019, all'età di 34 anni, Jawo è sceso nella quinta serie nazionale per iniziare a rivestire il duplice ruolo di giocatore e assistente allenatore del Brottby SK.